# Каржез
Каржез (фр. Cargèse, корс. Carghjesi) — коммуна во Франции, находится в регионе Корсика. Департамент коммуны — Южная Корсика. Административный центр кантона Севи-Сорру-Чинарка. Округ коммуны — Аяччо.
Код INSEE коммуны — 2A065.

## История
Коммуна была основана в конце XVIII века потомками группы иммигрантов с полуострова Мани с греческого Пелопоннеса, которые переселились на Корсику в XVII веке.

## Население
Население коммуны на 2008 год составляло 1159 человек.
| 1962 | 1968 | 1975 | 1982 | 1990 | 1999 | 2008 |
| ---- | ---- | ---- | ---- | ---- | ---- | ---- |
| 665  | 753  | 889  | 898  | 915  | 982  | 1159 |

## Экономика
В 2007 году среди 708 человек в трудоспособном возрасте (15—64 лет) 476 были экономически активными, 232 — неактивными (показатель активности — 67,2 %, в 1999 году было 59,5 %). Из 476 активных работали 405 человек (240 мужчин и 165 женщин), безработных было 71 (24 мужчины и 47 женщин). Среди 232 неактивных 61 человек был учеником или студентом, 76 — пенсионерами, 95 были неактивными по другим причинам.
Основу экономики составляет туризм.

## Фотогалерея

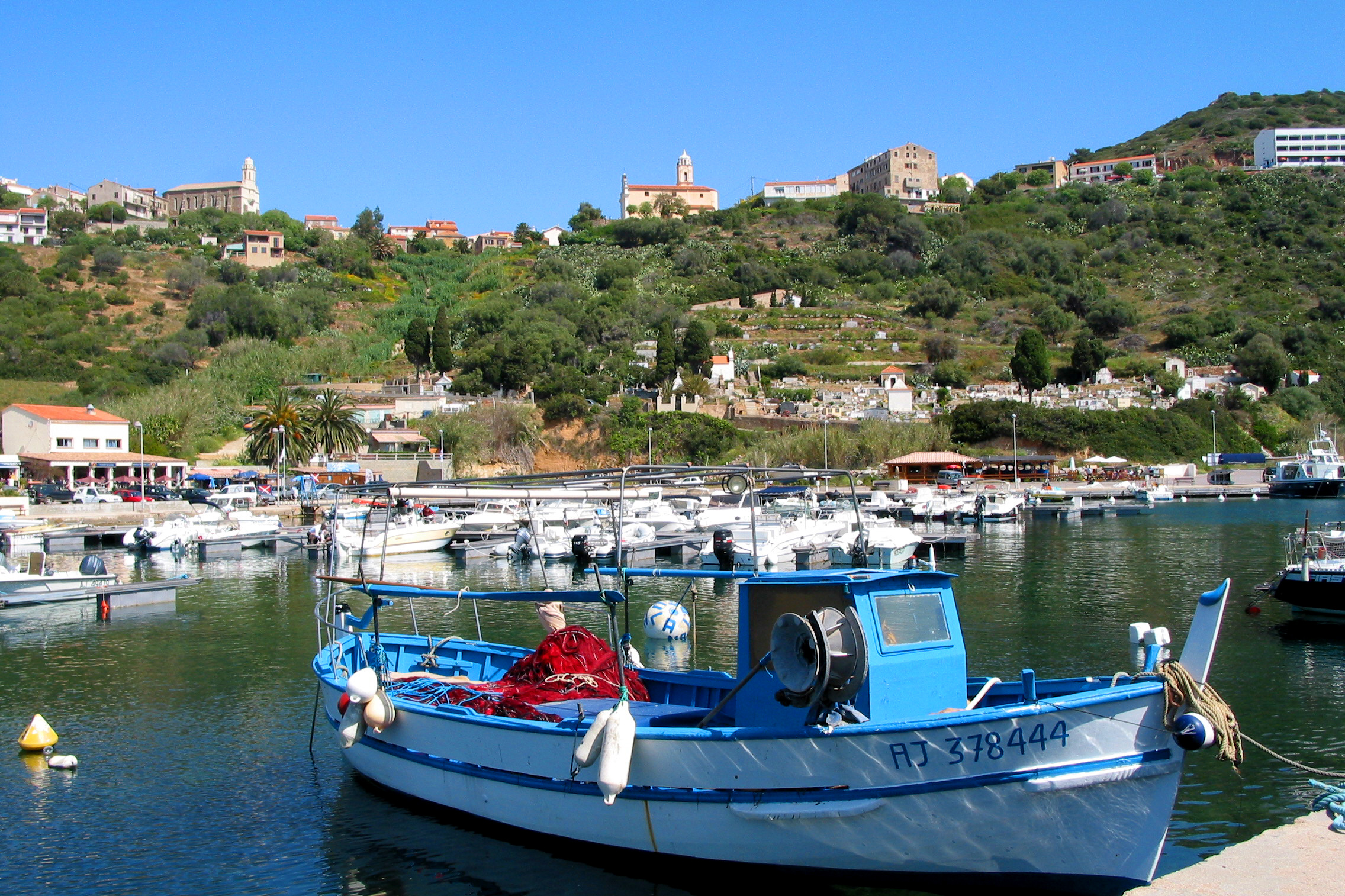
Вид на коммуну и порт
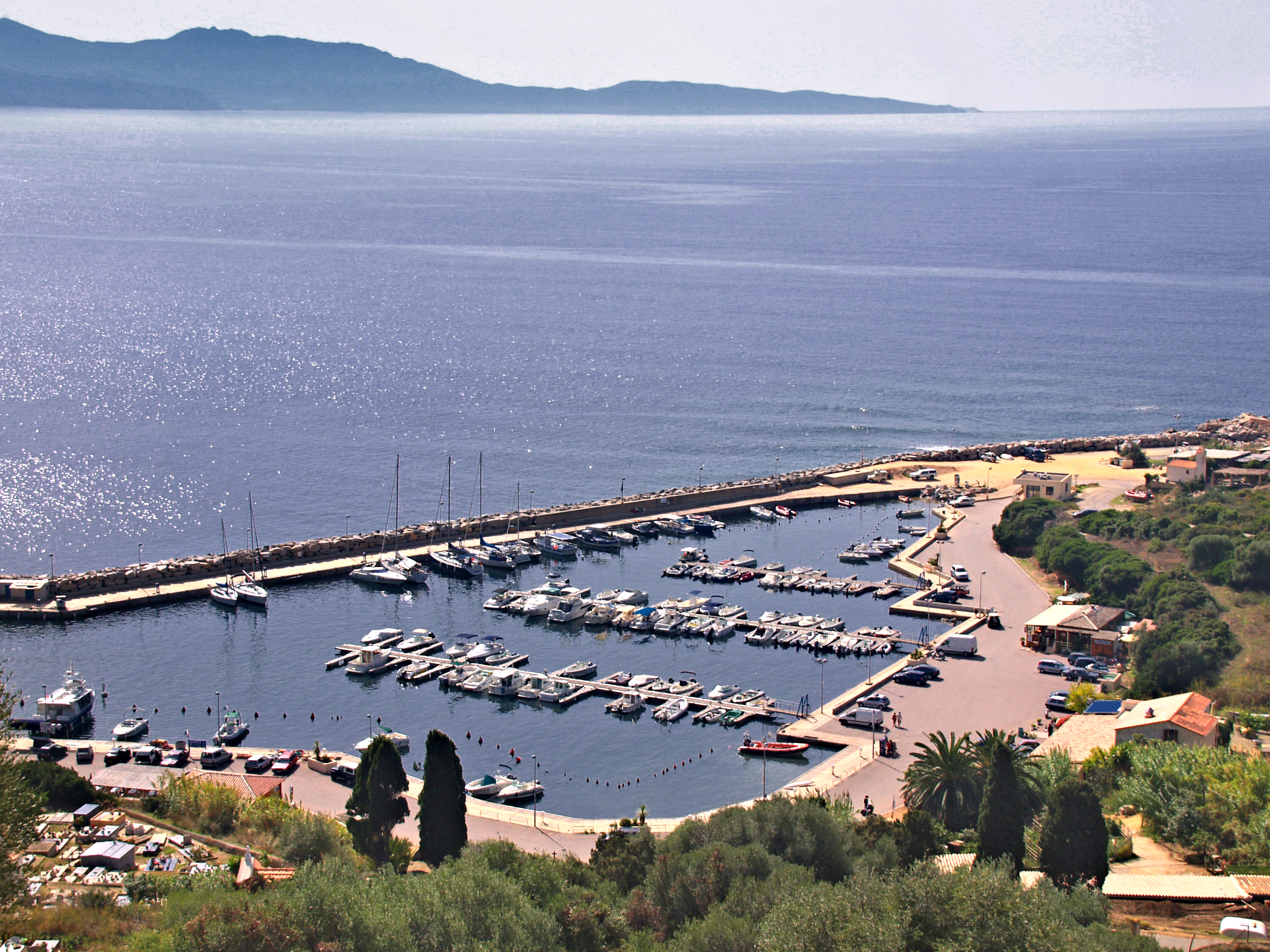
Морское побережье у Каржез
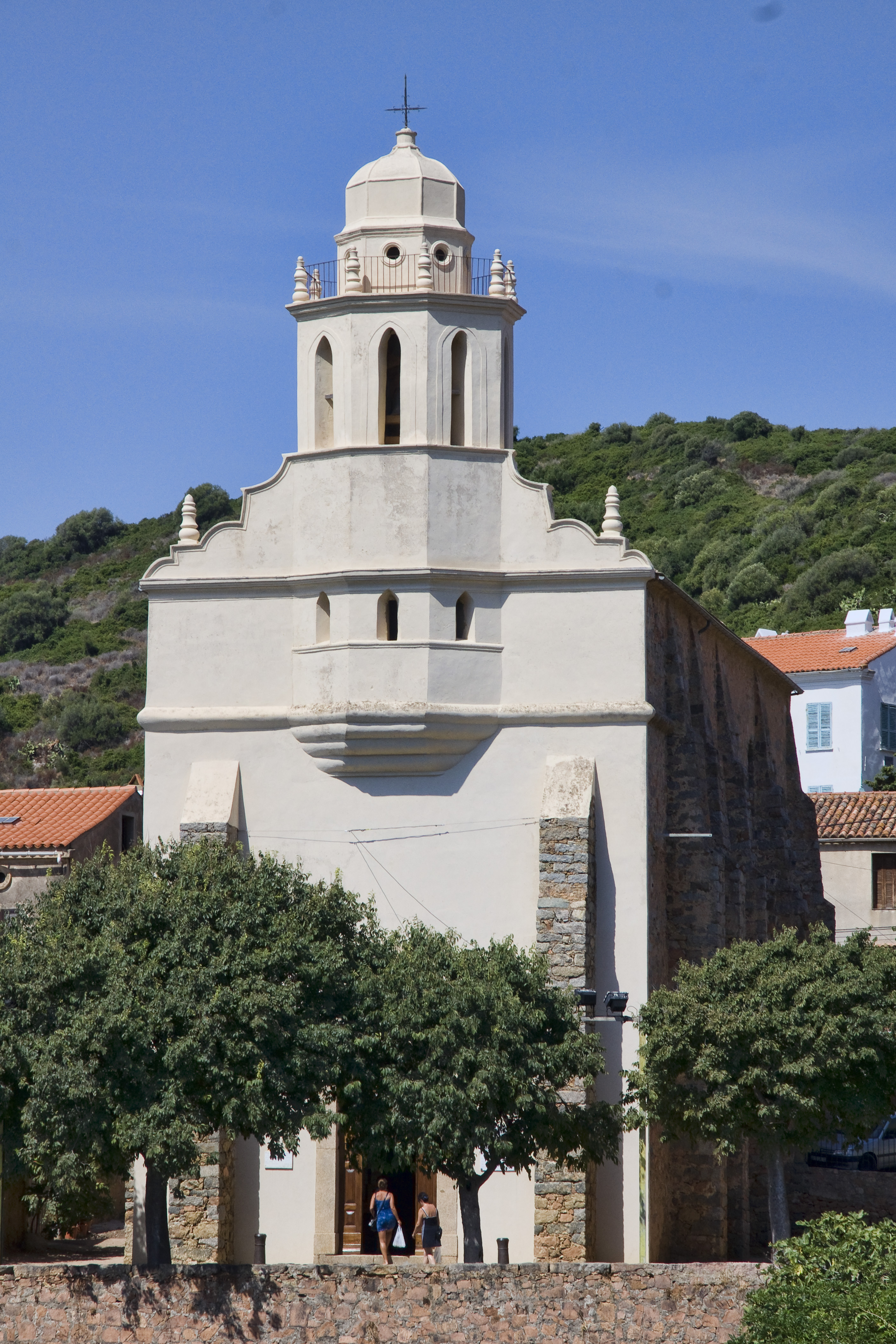
Греческая церковь
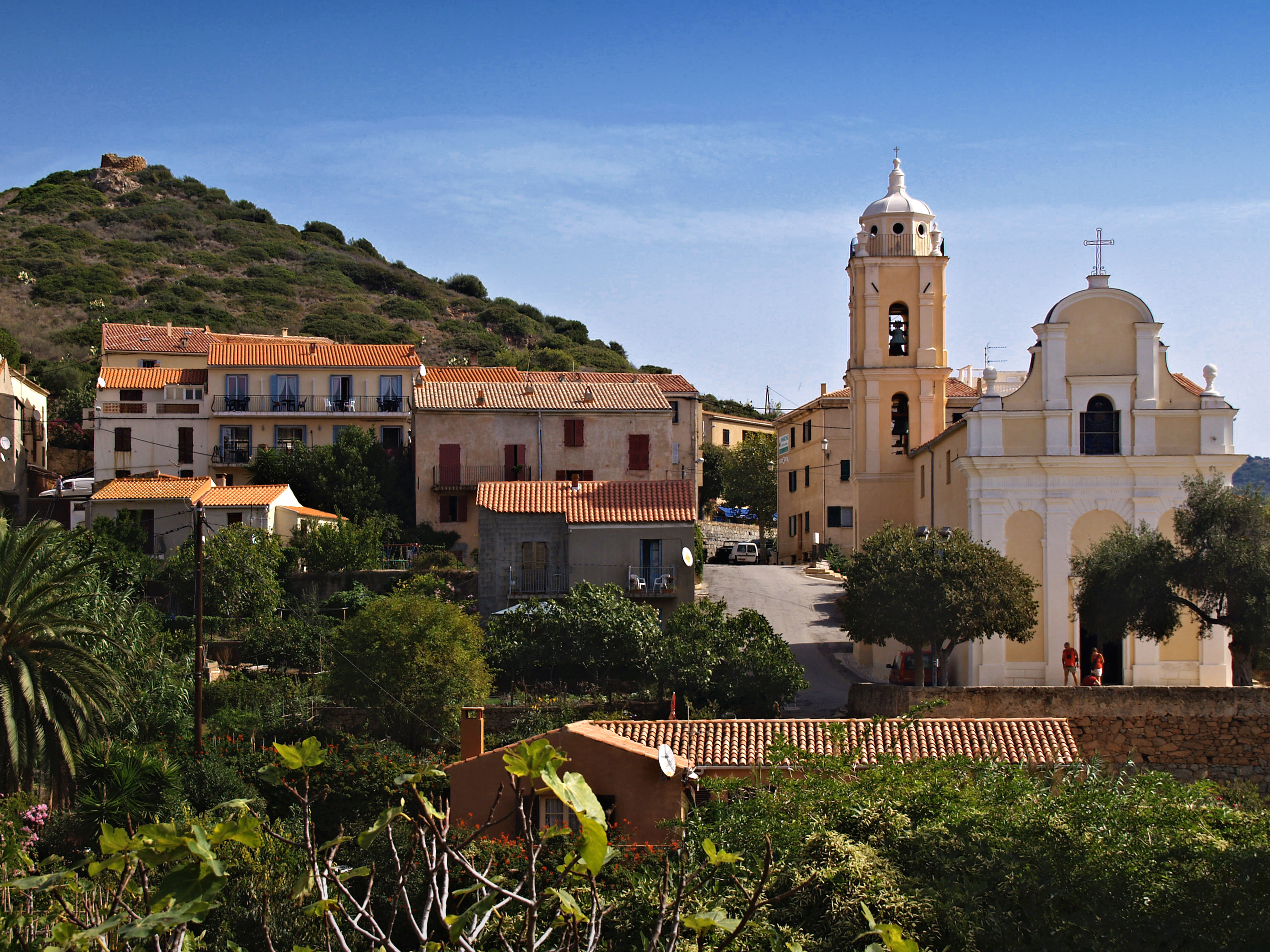
Католическая церковь и руины генуэзской башни